# 高戸村
高戸村（たかどむら）は熊本県の天草諸島、上島に存在していた村。

## 歴史
- 1889年（明治22年）4月1日 - 町村制の施行に伴い、高戸村が単独で自治体を形成した。
- 1954年（昭和29年）7月1日 - 高戸村が樋島村・大道村と合併して龍ヶ岳村が発足する。同日高戸村廃止。